# Христос из Ла-Лагуны
«Христос из Ла Лагуны» (исп. Cristo de La Laguna) — фигура Распятия, установленная в церкви Кристо-де-Ла-Лагуна в городе Сан-Кристобаль-де-ла-Лагуна (Тенерифе, Канарские острова, Испания). Одна из испанских религиозных скульптур высочайшей художественной ценности, являющаяся частью исторического наследия Канарских островов.

## История
Существует множество теорий происхождения этого распятия. Профессор Хоакин Ярза предположил, что его происхождение было североевропейским, хотя и не отрицал его севильского происхождения. Последние исследования, проведённые профессором Франсиско Галанте Гомесом, подтверждают, что фигура пришла из мастерских Антверпена, и, таким образом, имеет фламандско-брабанзонское происхождение и была создана Луи Ван Дер Вуле около 1514 года.
Утверждается, что «Христос из Ла Лагуны» посетил Венецию, которая в то время была крупным торговым и экономическим центром, прежде чем прибыть на Тенерифе. Оттуда его перевезли в Барселону, а из Барселоны — в Кадис, где его временно установили в церкви Ла-Вера-Крус в Санлукар-де-Баррамеда. Оттуда в 1520 году его перевезли на Тенерифе.
Этому образу Христа поклоняются уже 500 лет, что сделало его одним из самых почитаемых религиозных образов на всём архипелаге. Это изображение проносили по улицам города множество раз на протяжении всей истории, как правило, чтобы просить его заступничества в периоды бедствий, таких как эпидемии или засухи. Перед образом Христа из Ла-Лагуны принял епископскую хиротонию монсеньор Доминго Касерес Перес 21 сентября 1947 года, став первым епископом, родившимся на Тенерифе. Распятие было в порядке исключения перенесено в собор Ла-Лагуна для такого случая.
Церковь Кристо-де-Ла-Лагуна в настоящее время классифицируется как Королевское святилище и пользуется большой популярностью у прихожан. В 2005 году она была внесена в список памятников культуры правительством Канарских островов.

## Легенды о происхождении
Существуют альтернативные легенды, пытающиеся объяснить происхождение этой скульптуры. Некоторые из легенд гласят, что образ Христа из Ла-Лагуны был создан ангелами или евангелистом Святым Лукой. Фрай Луис де Кирос утверждал, что образ Христа из Ла-Лагуны был доставлен на остров Тенерифе Святым Архангелом Михаилом.
Другая легенда рассказывает, что в ненастную ночь монахи из монастыря Сан-Мигель-де-лас-Викториас (сегодня Святилище Христа) услышали стук в дверь, а когда открыли её, увидели большой ларец, ярко светящийся изнутри. Открыв его, они обнаружили распятие, и этот случай был расценен ими как чудо.

## Братство Христа из Ла-Лагуны
За сохранение образа Христа из Ла-Лагуны отвечает монашеское братство, крупнейшее на Канарских островах, называемое Pontificia, Real y Venerable Esclavitud del Santísimo Cristo de La Laguna. Испанский король Альфонсо XIII присвоил братству титул «Королевское» 19 декабря 1906 года, а Папа Пий X дал ему титул «Папское» 15 февраля 1908 года.